# NBL 2013/14
Die NBL 2013/14 war die 36. Austragung der australasischen National Basketball League. Die mit sieben Teams aus Australien und einem Team aus Neuseeland ausgetragene Meisterschaft begann am 10. Oktober 2013 und endete am 13. April 2014. Im Finale konnte sich die Perth Wildcats in der best of three Serie gegen die Adelaide 36ers in drei Spielen durchsetzen und damit ihren sechsten Meistertitel erringen.

## Modus
Jedes Team trägt in der regulären Saison 14 Heim- und 14 Auswärtsspiele aus. Die in der Endtabelle auf den ersten vier Plätzen stehenden Teams qualifizieren sich für die Playoffs. Das beste Team der Hauptrunde spielt im Halbfinale gegen den Vierten, während der Zweite gegen den Dritten spielt. Im Halbfinale und im Finale gilt der best of three modus.

## Tabelle
Abschlusstabelle nach Ende der Hauptrunde
- Für die Play-offs qualifiziert

| Pl. | Team                  | Spiele | Siege | Niederlagen | Siegquote | Punkte+ | Punkte- | Punktedifferenz | Heimbilanz | Auswärtsbilanz |
| --- | --------------------- | ------ | ----- | ----------- | --------- | ------- | ------- | --------------- | ---------- | -------------- |
| 01. | Perth Wildcats        | 28     | 21    | 7           | 75,00 %   | 2419    | 2177    | +242            | 12:2       | 9:5            |
| 02. | Adelaide 36ers        | 28     | 18    | 10          | 64,29 %   | 2527    | 2469    | +58             | 13:1       | 5:9            |
| 03. | Melbourne Tigers      | 28     | 15    | 13          | 53,57 %   | 2299    | 2292    | +7              | 7:7        | 8:6            |
| 04. | Wollongong Hawks      | 28     | 13    | 15          | 46,43 %   | 2295    | 2333    | −38             | 8:6        | 5:9            |
| 05. | Sydney Kings          | 28     | 12    | 16          | 42,86 %   | 2312    | 2414    | −102            | 7:7        | 5:9            |
| 06. | Cairns Taipans        | 28     | 12    | 16          | 42,86 %   | 2304    | 2349    | −45             | 5:9        | 7:7            |
| 07. | New Zealand Breakers  | 28     | 11    | 17          | 39,29 %   | 2474    | 2493    | −19             | 8:6        | 3:11           |
| 08. | Townsville Crocodiles | 28     | 10    | 18          | 35,71 %   | 2369    | 2472    | −103            | 6:8        | 4:10           |

## Play-offs

### Modus
Die auf den ersten vier Plätzen der Abschlusstabelle der regulären Saison platzierten Mannschaften qualifizieren sich für die Play-offs. Die beste Mannschaft tritt dabei gegen die viertbeste und die zweitbeste gegen die drittbeste Mannschaft an. Das Halbfinale und das Finale werden im Best-of-three-Modus entschieden.

### Spiele
|  | Halbfinale | Halbfinale       | Halbfinale | Halbfinale | Halbfinale |  |  | Finale | Finale         | Finale | Finale | Finale |
|  |            |                  |            |            |            |  |  |        |                |        |        |        |
|  |            |                  |            |            |            |  |  |        |                |        |        |        |
|  | 1          | Perth Wildcats   | 91         | 80         |            |  |  |        |                |        |        |        |
|  | 4          | Wollongong Hawks | 79         | 61         |            |  |  |        |                |        |        |        |
|  |            |                  |            |            |            |  |  | 1      | Perth Wildcats | 92     | 84     | 93     |
|  |            |                  |            |            |            |  |  | 2      | Adelaide 36ers | 85     | 89     | 59     |
|  | 2          | Adelaide 36ers   | 101        | 87         | 102        |  |  |        |                |        |        |        |
|  | 3          | Melbourne Tigers | 85         | 98         | 63         |  |  |        |                |        |        |        |
|  |            |                  |            |            |            |  |  |        |                |        |        |        |

## Individuelle Auszeichnungen
- Most Valuable Player der regulären Saison (Andrew Gaze Trophy): Rotnei Clarke (Wollongong Hawks)
- Rookie of the Year: Tom Jervis (Perth Wildcats)
- Best Defensive Player (Damian Martin Trophy): Damian Martin (Perth Wildcats)
- Best Sixth Man: Kevin Tiggs (Wollongong Hawks)
- Most Improved Player: Nate Tomlinson (Melbourne Tigers)
- Coach of the Year (Lindsay Gaze Trophy): Gordie McLeod (Wollongong Hawks)
- Referee of the Year: Michael Aylen
- All-NBL First Team:
  - Rotnei Clarke (Wollongong Hawks)
  - Chris Goulding (Melbourne Tigers)
  - James Ennis (Perth Wildcats)
  - Daniel Johnson (Adelaide 36ers)
  - Andrew Ogilvy (Sydney Kings)
- All-NBL Second Team:
  - Damian Martin (Perth Wildcats)
  - Jermaine Beal (Perth Wildcats)
  - Sam Young (Sydney Kings)
  - Mika Vukona (New Zealand Breakers)
  - Brian Conklin (Townsville Crocodiles)

- Grand Final Series MVP (Larry Sengstock Medal): Jermaine Beal (Perth Wildcats)